# Saint-Rémy (Ain)
Saint-Rémy és un municipi francès situat al departament de l'Ain i a la regió d'Alvèrnia-Roine-Alps. L'any 2007 tenia 823 habitants.

## Demografia

### Població
El 2007 la població de fet de Saint-Rémy era de 823 persones. Hi havia 310 famílies de les quals 60 eren unipersonals (24 homes vivint sols i 36 dones vivint soles), 101 parelles sense fills, 137 parelles amb fills i 12 famílies monoparentals amb fills.
La població ha evolucionat segons el següent gràfic:
Habitants censats

### Habitatges
El 2007 hi havia 331 habitatges, 315 eren l'habitatge principal de la família, 7 eren segones residències i 9 estaven desocupats. 292 eren cases i 37 eren apartaments. Dels 315 habitatges principals, 242 estaven ocupats pels seus propietaris, 67 estaven llogats i ocupats pels llogaters i 5 estaven cedits a títol gratuït; 3 tenien una cambra, 14 en tenien dues, 28 en tenien tres, 70 en tenien quatre i 199 en tenien cinc o més. 269 habitatges disposaven pel capbaix d'una plaça de pàrquing. A 100 habitatges hi havia un automòbil i a 197 n'hi havia dos o més.

### Piràmide de població
La piràmide de població per edats i sexe el 2009 era:
| Homes | Edats   | Dones |
| ----- | ------- | ----- |
| 0     | 95 o +  | 0     |
| 0     | 90 a 94 | 4     |
| 4     | 85 a 89 | 0     |
| 8     | 80 a 84 | 8     |
| 4     | 75 a 79 | 4     |
| 8     | 70 a 74 | 20    |
| 24    | 65 a 69 | 12    |
| 12    | 60 a 64 | 24    |
| 20    | 55 a 59 | 24    |
| 32    | 50 a 54 | 12    |
| 24    | 45 a 49 | 36    |
| 60    | 40 a 44 | 44    |
| 40    | 35 a 39 | 48    |
| 16    | 30 a 34 | 24    |
| 16    | 25 a 29 | 16    |
| 12    | 20 a 24 | 16    |
| 28    | 15 a 19 | 48    |
| 64    | 10 a 14 | 4     |
| 32    | 5 a 9   | 44    |
| 24    | 0 a 4   | 24    |

## Economia
El 2007 la població en edat de treballar era de 535 persones, 411 eren actives i 124 eren inactives. De les 411 persones actives 393 estaven ocupades (203 homes i 190 dones) i 18 estaven aturades (11 homes i 7 dones). De les 124 persones inactives 51 estaven jubilades, 51 estaven estudiant i 22 estaven classificades com a «altres inactius».

### Ingressos
El 2009 a Saint-Rémy hi havia 329 unitats fiscals que integraven 863 persones, la mediana anual d'ingressos fiscals per persona era de 21.918 €.

### Activitats econòmiques
Dels 35 establiments que hi havia el 2007, 2 eren d'empreses extractives, 7 d'empreses de fabricació d'altres productes industrials, 9 d'empreses de construcció, 6 d'empreses de comerç i reparació d'automòbils, 1 d'una empresa de transport, 1 d'una empresa d'hostatgeria i restauració, 1 d'una empresa financera, 3 d'empreses immobiliàries, 2 d'empreses de serveis, 1 d'una entitat de l'administració pública i 2 d'empreses classificades com a «altres activitats de serveis».
Dels 6 establiments de servei als particulars que hi havia el 2009, 2 eren fusteries, 1 lampisteria i 3 electricistes.
Dels 2 establiments comercials que hi havia el 2009, 1 era una sabateria i 1 una botiga de mobles.
L'any 2000 a Saint-Rémy hi havia 9 explotacions agrícoles.

## Equipaments sanitaris i escolars
El 2009 hi havia una escola elemental.

## Poblacions més properes
El següent diagrama mostra les poblacions més properes.